# Gabriela Baer Crespo
Gabriela Baer Crespo (Estados Unidos, 8 de junio de 1969) es una periodista ecuatoriana conocida por su labor como reportera y presentadora de televisión.

## Trayectoria
En 1993, con 23 años, Baer fue candidata en el certamen de belleza Miss Ecuador. Su participación en este concurso fue antes de iniciar su carrera como reportera y presentadora de informativos en televisión, cuando pensaba que sería modelo o cantante. En junio del 2006, se casó con Gino Descalzi Salgado con quien tiene un hijo.
Desde la década de los 90, Baer trabaja en la televisión ecuatoriana donde ha destacado su papel como reportera y presentadora en el canal TC Televisión, donde estuvo durante cinco años, así como reportera en SíTV durante un año. Desde 2000, fue la presentadora de los informativos de noticias en el canal Ecuavisa.
Debido a su trayectoria y a su visibilidad como conductora del informativo de noticias, Baer participó junto a la vicealcaldesa de Guayaquil, Doménica Tabacchi, en el jurado que seleccionó a las "Mujeres del Año" de 2015. Este galardón, otorgado por la Revista Hogar de Ecuador, entrega anualmente a 12 mujeres destacadas en diferentes disciplinas.
Después de 25 años, anunció su retiro de los espacios informativos de Ecuavisa el 8 de agosto de 2025.

## Reconocimientos
En 2011, Baer fue elegida para formar parte del listado de mujeres destacadas de la televisión de Ecuador elaborado por periódico El Comercio.